# Skąpokolec malajski
Skąpokolec malajski (Trichys fasciculata) – gatunek ssaka z rodziny jeżozwierzowatych (Hystricidae).

## Taksonomia
Gatunek po raz pierwszy zgodnie z zasadami nazewnictwa binominalnego opisał w 1801 roku brytyjski przyrodnik George Shaw, nadając mu nazwę Hystrix fasciculata. Holotyp pochodził z Malakki na Półwyspie Malajskim. Jedyny przedstawiciel rodzaju skąpokolec (Trichys), który opisał w 1877 roku niemiecko-brytyjski zoolog Albert Günther.
Autorzy Illustrated Checklist of the Mammals of the World uznają ten gatunek za monotypowy.

## Etymologia
- Trichys: gr. θριξ thrix, τριχος trikhos „włosy”; υς us, υος uos „wieprz, dzik”[10].
- fasciculata: łac. fasciculatus „noszący małe wiązki” (np. „okratowany, pasmowany”), od fasciculus „mała wiązka”, od zdrobnienia fascis „wiązka drewna, pakiet”[11].

## Zasięg występowania
Występuje w południowo-wschodniej Azji od Sumatry po Borneo i Półwysep Malajski. Najchętniej żyje w lasach, ale można go spotkać także na górskich łąkach i na terenach zakrzewionych.

## Charakterystyka
Długość ciała wynosi 350–480 mm, długość ogona 175–235 mm, długość ucha 28–32 mm, długość tylnej stopy 61–67 mm, masa ciała 1,5–2,2 kg, co czyni skąpokolca najmniejszym przedstawicielem jeżozwierzy. Sierść na grzbiecie jest brązowa lub czarna, na brzuchu biała. Poza głową i brzuchem całe ciało pokryte jest krótkimi, 5-centymetrowymi ciemnobrązowymi kolcami o białych końcówkach, wystającymi spomiędzy sierści. Długi, mierzący do 23 cm ogon może odpaść w razie niebezpieczeństwa, odwracając uwagę drapieżnika. Zwierzęta nie mają jednak zdolności regeneracji ogona, więc po odrzuceniu są go już pozbawione do końca życia. Skąpokolce wydzielają charakterystyczny zapach podobny do zapachu gnijącego drewna.

## Tryb życia
Nocny tryb życia. Dzień spędzają w jaskiniach, szczelinach, pod drzewami lub w innych podobnych kryjówkach. Żywią się głównie roślinami – owocami, ziarnami, pędami bambusa, częściami, drzew, ale czasami zjadają także bezkręgowce. Większość czasu spędzają na ziemi, ale w poszukiwaniu pożywienia potrafią wspinać się na drzewa.

## Rozmnażanie
Okres godowy trwa od września do listopada. Samica wybiera partnera na podstawie wielkości ciała, gęstości kolców, oraz prawdopodobnie zapachu. Samica gotowa do rozrodu wydaje odgłosy zwabiające do niej samce. Samce następnie walczą przed samicą, która może zdecydować się na wybór zwycięzcy walk. Samiec ten musi następnie bronić partnerki przez trzy dni, nim dojdzie do zapłodnienia.
Samica po trwającej 7 miesięcy ciąży rodzi jedno lub dwa młode, które karmi następnie mlekiem przez około 7 tygodni. Zwierzęta zazwyczaj osiągają dojrzałość płciową w wieku ok. roku. Mogą żyć do 11 lat.